# Pristimantis latidiscus
Espèce
Synonymes
- Hylodes latidiscus Boulenger, 1898
- Eleutherodactylus latidiscus (Boulenger, 1898)

Statut de conservation UICN

 LC  : Préoccupation mineure
Pristimantis latidiscus est une espèce d'amphibiens de la famille des Craugastoridae.

## Répartition
Cette espèce se rencontre du niveau de la mer jusqu'à 1 230 m d'altitude, :
- en Colombie à l'Ouest de la cordillère Occidentale dans les départements de Chocó, d'Antioquia, de Valle del Cauca, de Cauca et de Nariño ;
- en Équateur à l'Ouest de la cordillère Occidentale dans les provinces de Esmeraldas, de Carchi, de Imbabura, de Pichincha, de Santo Domingo de los Tsáchilas et de Manabí.

Sa présence est incertaine au Panama.

## Description
L'holotype mesure 54 mm.

## Publication originale
- Boulenger, 1898 : An account of the reptiles and batrachians collected by Mr. W. F. H. Rosenberg in western Ecuador.  Proceedings of the Zoological Society of London, vol. 1898, no 1, p. 107-126 (texte intégral).